# Schlüterita-(Y)
La schlüterita-(Y) és un mineral de la classe dels silicats. Rep el nom en honor del Dr. Jochen Schlüter, mineralogista i conservador alemany del Museu de Minerals de la Universitat d'Hamburg, pel seu treball sobre nous minerals i la seva divulgació pública.

## Característiques
La schlüterita-(Y) és un sorosilicat de fórmula química (Y,REE)₂AlSi₂O₇(OH)₂F. Va ser aprovada com a espècie vàlida per l'Associació Mineralògica Internacional l'any 2012. Cristal·litza en el sistema monoclínic. La seva duresa a l'escala de Mohs es troba entre 5,5 i 6. És una espècie relacionada amb els minerals del grup de l'epidota.
Les mostres que van servir per a determinar l'espècie, el que es coneix com a material tipus, es troben conservades a les col·leccions mineralògiques del departament d'història natural del Museu Reial d'Ontario, a Ontario (Canadà), amb el número de catàleg: m56409, i al Museu d'Història Natural de la Universitat d'Oslo (Noruega), amb els números de catàleg: 42428 i 42429.

## Formació i jaciments
Va ser descoberta a les pegmatites granítiques de Stetind, a la localitat de Narvik (Nordland, Noruega), on es troba en forma d'agregats densos, fibrosos i radiants que divergeixen cap a cristalls individuals semblants a agulles, en cavitats de fluorita rica en itri. Aquest indret és l'únic a tot el planeta on ha estat descrita aquesta espècie mineral.